# Sycoscapter
Sycoscapter är ett släkte av steklar. Sycoscapter ingår i familjen fikonsteklar.

## Dottertaxa tillSycoscapter, i alfabetisk ordning[1]
- Sycoscapter anceps
- Sycoscapter arnottianus
- Sycoscapter australis
- Sycoscapter cadenati
- Sycoscapter conocephalus
- Sycoscapter cornutus
- Sycoscapter gajimaru
- Sycoscapter gibbus
- Sycoscapter guruti
- Sycoscapter hirticola
- Sycoscapter huberi
- Sycoscapter infectorius
- Sycoscapter inubiae
- Sycoscapter kathuriensis
- Sycoscapter lomaensis
- Sycoscapter longipalpus
- Sycoscapter miltoni
- Sycoscapter monilifer
- Sycoscapter montis
- Sycoscapter nayoshorum
- Sycoscapter niger
- Sycoscapter punctatus
- Sycoscapter reticulatus
- Sycoscapter senegalensis
- Sycoscapter stabilis
- Sycoscapter subaeneus
- Sycoscapter tananarivensis
- Sycoscapter tibialis
- Sycoscapter triformis
- Sycoscapter varicilia
- Sycoscapter vijayaii